# Kailash Satyarthi
Kailash Satyarthi (Vidisha, 11 januari 1954) is een Indiaas kinderrechtenactivist die zich sinds 1980 verzet tegen kinderarbeid.
In 1992 richtte hij de Zuid-Aziatische Coalitie tegen Kinderslavernij (SACCS) op. De SACCS voerde een keurmerk in voor niet met kinderarbeid vervaardigde producten. Ook voerde hij bevrijdingsacties uit. Met campagnes over de hele wereld stond hij aan de basis van de Global march against child labor, een wereldwijde coalitie van NGO's en vakbonden.
In 1995 ontving hij voor zijn werk de Robert F. Kennedy Human Rights Award.
Op 10 oktober 2014 werd hem, samen met Malala Yousafzai, de Nobelprijs voor de Vrede toegekend.